# Фолиотина
Фолио́тина (лат. Pholiotina) — род грибов семейства Больбитиевые (Bolbitiaceae). Нередко объединяется с родом Коноцибе.

## Описание
Плодовые тела с выраженными шляпкой и ножкой, миценоидные, у большинства видов с сухой гигрофанной шляпкой, реже слизистые или бархатистые. Пластинки в той или иной степени приросшие к ножке, оранжево-коричневые, с возрастом становятся ржаво-коричневыми (как у большинства паутинников). Ножка центральная, тонкая, в верхней части обычно бархатистая, ниже волокнистая. У большинства видов присутствует частное покрывало в виде плёнчатого кольца или хлопьевидного налёта по краю шляпки. Споровый порошок рыже- или ржаво-коричневого цвета.
Споры эллиптические, чаще всего гладкие, обычно с заметной порой прорастания, собраны по 2 или 4 на базидиях. Хейлоцистиды имеются, различной формы, плевроцистиды отсутствуют. У некоторых видов имеются пилеоцистиды, на ножке многочисленны каулоцистиды. Кутикула шляпки — гименодермис, кутикула ножки — кутис. На гифах часто имеются пряжки.

## Ареал и экология
Род имеет космополитическое распространение.
Фолиотины — гумусовые, почвенные или древесные сапротрофы, встречаются одиночно или группами.

## Систематика

### Синонимы
- Conocybe subg. Pholiotina (Fayod) Kühner, 1935

### Виды
Род включает множество видов, некоторые из них:
- Pholiotina aeruginosa (Romagn.) M.M.Moser, 1978 — Фолиотина сине-зелёная
- Pholiotina aporos (Kits van Wav.) Clémençon, 1976 — Фолиотина беспоровая
- Pholiotina arrhenii (Fr.) Singer, 1973 — Фолиотина охристая
- Pholiotina brunnea (J.E.Lange & Kühner ex Watling) Singer, 1973 — Фолиотина коричневая
- Pholiotina coprophila (Kühner) Singer, 1950 — Фолиотина навозолюбивая
- Pholiotina cyanopus (G.F.Atk.) Singer, 1950 — Фолиотина синеножковая
- Pholiotina dasypus (Romagn.) P.A.Moreau, 2005 — Фолиотина пушистоногая
- Pholiotina exannulata (Kühner & Watling) M.M.Moser ex Courtec., 1985 — Фолиотина бескольцевая
- Pholiotina filipes (G.F.Atk.) Singer, 1950 — Фолиотина тонконогая
- Pholiotina hadrocystis (Kits van Wav.) Courtec., 1985 — Фолиотина толстоцистидная
- Pholiotina mairei (Kühner ex Watling) Enderle, 1986 — Фолиотина Мэра
- Pholiotina nemoralis (Harmaja) Bon, 1991 — Фолиотина дубравная
- Pholiotina parvula (Døssing & Watling) Bon, 1991 — Фолиотина крошечная
- Pholiotina pygmaeoaffinis (Fr.) Singer, 1950 — Фолиотина пигмейская
- Pholiotina rugosa (Peck) Singer, 1946 — Фолиотина морщинистая
- Pholiotina smithii (Watling) Enderle, 1999
- Pholiotina striipes (Cooke) M.M.Moser, 1967 — Фолиотина полосатоножковая
- Pholiotina sulcata Arnolds & Hauskn., 2003 — Фолиотина складчатая
- Pholiotina teneroides (J.E.Lange) Singer, 1936 — Фолиотина нежная
- Pholiotina utricystidiata Enderle & H.-J.Hübner, 1999 — Фолиотина мешковидноцистидная
- Pholiotina velata (Velen.) Hauskn., 1999 — Фолиотина покрывальная
- Pholiotina vestita (Fr.) Singer, 1936 — Фолиотина покрытая
- Pholiotina vexans (P.D.Orton) Bon, 1991 — Фолиотина парусная